# Battaglia di Bov
La battaglia di Bov è stato un episodio della Prima guerra dello Schleswig durante il quale le forze danesi sconfissero quelle del principato dello Schleswig-Holstein nei pressi di Flensburgo il 9 aprile 1848.

## Contesto
A seguito della crisi dei Ducati, il Regno di Prussia, l'Impero austriaco e la Confederazione germanica inviarono delle truppe per sostenere la secessione di ducati germanofoni dello Schleswig-Holstein dalla Danimarca.

## La battaglia
Il 31 marzo 1848 ancor prima dell'arrivo delle forze austro-tedesche il generale Krohn occupò Flensburgo.
L'esercito danese tuttavia arrivò a est di Flensburgo costringendo Krohn a ritirarsi.
Il principe di Noer cercò di resistere ma le truppe danesi sconfissero agevolmente quelle del Ducato di Schleswig-Holstein.